# Cawsand
Cawsand est un village des Cornouailles, en Angleterre. Le village fait partie de la paroisse civile de Maker-with-Rame et est situé dans le parc national du Mont Edgcumbe.